# Christel Adick
Christel Adick (* 5. Februar 1948 in Münster) ist eine deutsche Professorin für Vergleichende Pädagogik und hat von 1993 bis 2013 an der Ruhr-Universität Bochum gelehrt.
Bis zum Abschluss als Diplom-Pädagogin 1973 studierte sie in Münster. Sie promovierte 1979 in Hannover und habilitierte sich 1990 an der Universität Siegen in Erziehungswissenschaften zu Themen mit Bezug auf Togo bzw. Westafrika. Von 1980 bis 1993 lehrte sie als Dozentin an der Universität Siegen, dann wurde sie nach Bochum berufen.
Ihre Schwerpunkte sind Bildungsentwicklungen in der Dritten Welt, besonders Afrika, Globales Lernen, transnationale Bildungsräume. Zur Schule im modernen „Weltsystem“ folgt sie den Analysen von Immanuel Wallerstein. Auch nimmt sie den institutionsorientierten „world polity“-Ansatz des US-Soziologen John W. Meyer auf, nach dem sich eine sich angleichende pädagogische „Weltkultur“ entwickelt. Mit Niklas Luhmann bezieht sie sich auf die „Weltgesellschaft“ als Referenzrahmen erziehungswissenschaftlicher Forschung. Doch weist sie auch auf Bourdieus Theorie des kulturellen Kapitals auf die relative Autonomie des pädagogischen Systems in der Gesellschaft hin und hält mit dem Entwicklungspsychologen Jean Piaget individuelle und kollektive Lernzprozesse für möglich.
Sie war Gastprofessorin an der University of the West Indies/Cave Hill (Barbados), lehrte in internationalen Projekten an der Nangarhar University in Dschalalabad (Afghanistan) und an der Nelson Mandela Metropolitan University of Port Elizabeth (Südafrika). Sie ist Mitglied im Editorial Board der Zeitschrift International Review of Education am UNESCO-Institut für Pädagogik in Hamburg.

## Schriften
- Bildung und Kolonialismus in Togo: eine Studie zu den Entstehungszusammenhängen eines europäischen geprägten Bildungswesens in Afrika am Beispiel Togos (1850–1914), Weinheim u. a.: Beltz 1981, ISBN 978-3-407-65306-2
- Die Universalisierung der modernen Schule. Eine theoretische Problemskizze zur Erklärung der weltweiten Verbreitung der modernen Schule in den letzten 200 Jahren mit Fallstudien aus Westafrika (Reihe: Internationale Gegenwart, Bd. 9). Paderborn: Schöningh 1992, ISBN 3-506-74019-9
- mit Wolfgang Mehnert (unter Mitarbeit von T. Christiani): Deutsche Missions-und Kolonialpädagogik in Dokumenten. Eine kommentierte Quellensammlung aus den Afrikabeständen deutschsprachiger Archive 1884–1914 (= Historisch-vergleichende Sozialisations-und Bildungsforschung, Bd. 2). Berlin: IKO 2001, ISBN 3-88939-237-7 Open-Access-URL: http://www.pedocs.de/volltexte/2016/11694
- (Hrsg.): Bildungsentwicklungen und Schulsysteme in Afrika, Asien, Lateinamerika und Karibik (= Historisch vergleichende Sozialisations-und Bildungsforschung, Bd. 11) Münster u. a.: Waxmann-Verlag 2013, ISBN 978-3-8309-2785-3

## Einzelbelege
1. ↑  Adick, Christel. In: Kürschners Deutscher Gelehrten-Kalender Online. degruyter.com, abgerufen am 27. Juni 2020 (Begründet von Joseph Kürschner, ständig aktualisierte zugangsbeschränkte Onlineausgabe).
2. ↑  Adick, Christel | National Institute of Education (NIE), Singapore. Abgerufen am 16. Juni 2020.
3. ↑  Adick, Hornberg: Globales Lernen mit neuen Medien. In: Zeitschrift für internationale Bildungsforschung und Entwicklungspädagogik. Band 28, Nr. 2. DIPF, 2005, S. 31–36, urn:nbn:de:0111-opus-61234 (pedocs.de [PDF; 985 kB; abgerufen am 20. Juni 2020]).
4. ↑  Christel Adick: Vergleichende Erziehungswissenschaft: eine Einführung. Kohlhammer, Stuttgart 200, ISBN 978-3-17-018858-7, S. 198–204.
5. ↑  Sabine Hornberg, Claudia Richter, Carolin Rotter: Erziehung und Bildung in der Weltgesellschaft. Waxmann Verlag, 2013, ISBN 978-3-8309-7921-0 (google.de [abgerufen am 16. Juni 2020]).

| Personendaten    | Personendaten      |
| ---------------- | ------------------ |
| NAME             | Adick, Christel    |
| KURZBESCHREIBUNG | deutsche Pädagogin |
| GEBURTSDATUM     | 5. Februar 1948    |
| GEBURTSORT       | Münster            |